# Macapá
Macapá város Brazília északi részén, az Amazonas folyó torkolatánál, az Egyenlítő vonalán. Amapá állam székhelye.

## Népesség
A város népességének változása:
| Lakosok száma | 283 308 | 398 204 | 474 706 | 512 902 | 522 357 | 442 933 |
|               | 2000    | 2010    | 2017    | 2020    | 2021    | 2022    |

### Vallás
A lakosság 70%-a római katolikus, 24%-a protestáns (evangélikus, református, metodista, adventista, baptista, pünkösdista, Jehova Tanúi stb.), 1%-a spiritiszta, 5%-a egyéb ill. felekezeten kívüli.

## Gazdaság
Gazdasági életében a kereskedelem, az ipar és a mezőgazdaság is szerepet játszik. Főbb gazdasági ágazatai, többek közt a faipar, halászat, gumi, villamosenergia-termelés, bányászat.

## Közlekedés
A város korábban csak hajóval és repülővel volt elérhető, most már északról országúton is megközelíthető. Nemzetközi forgalmú repülőtérrel rendelkezik.

## Éghajlat
Éghajlata egyenlítői, az évi hőingadozás 2-3 fok, a napi hőingadozás a nappalok és éjszakák között 6-8 fok. Évi csapadékmennyiség 2500 mm. Száraz évszak szeptembertől novemberig alakul ki, de e három hónap alatt is számítani lehet kisebb mennyiségű csapadékra.

## Ünnepek
A város sajátos ünnepei:
- Február 4. A város születésnapja
- Március 19.: Szent József ünnepe, a város védőszentje
- Október 5.: Amapá állam létrehozásának ünnepe

## Galéria

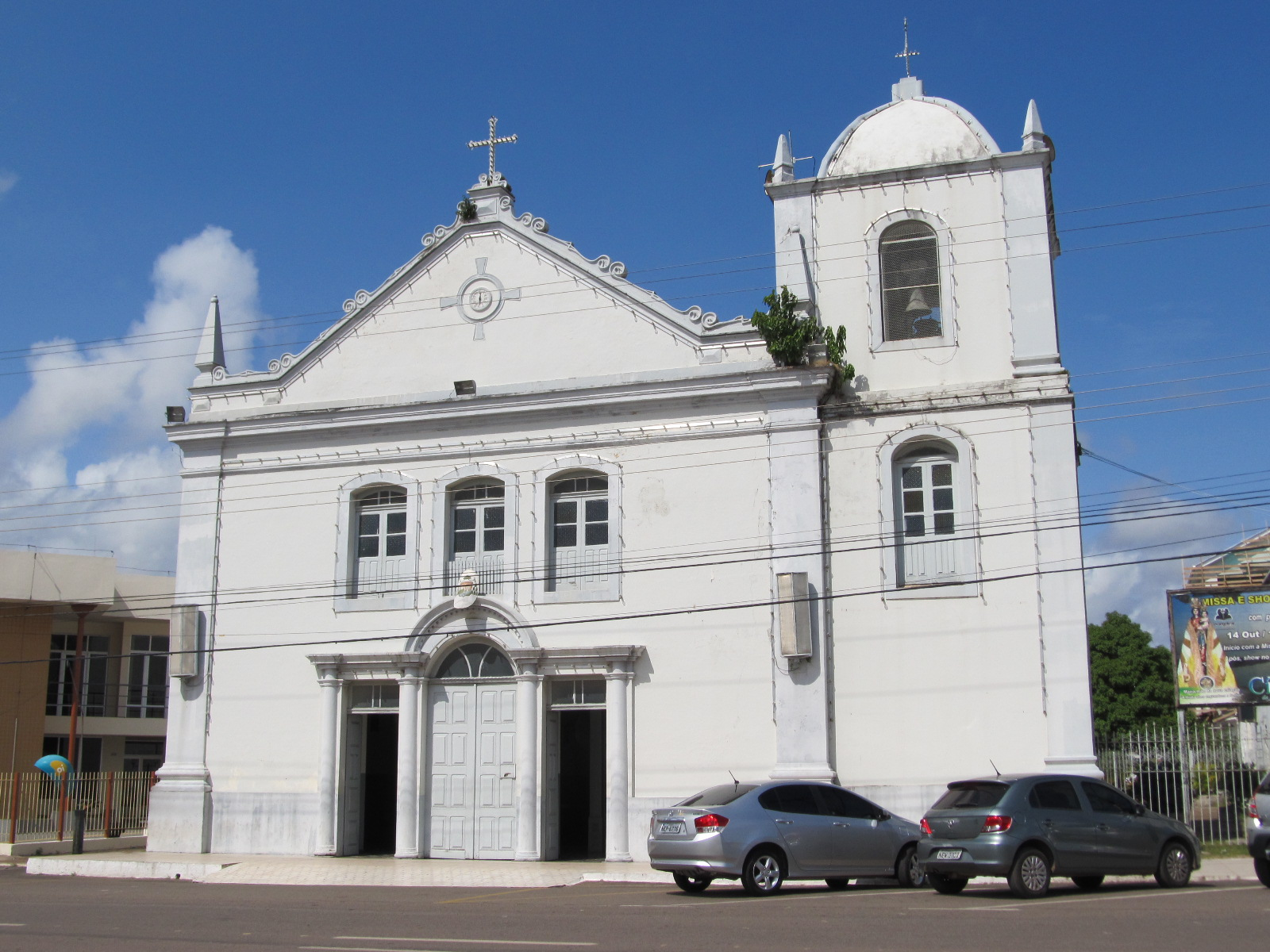
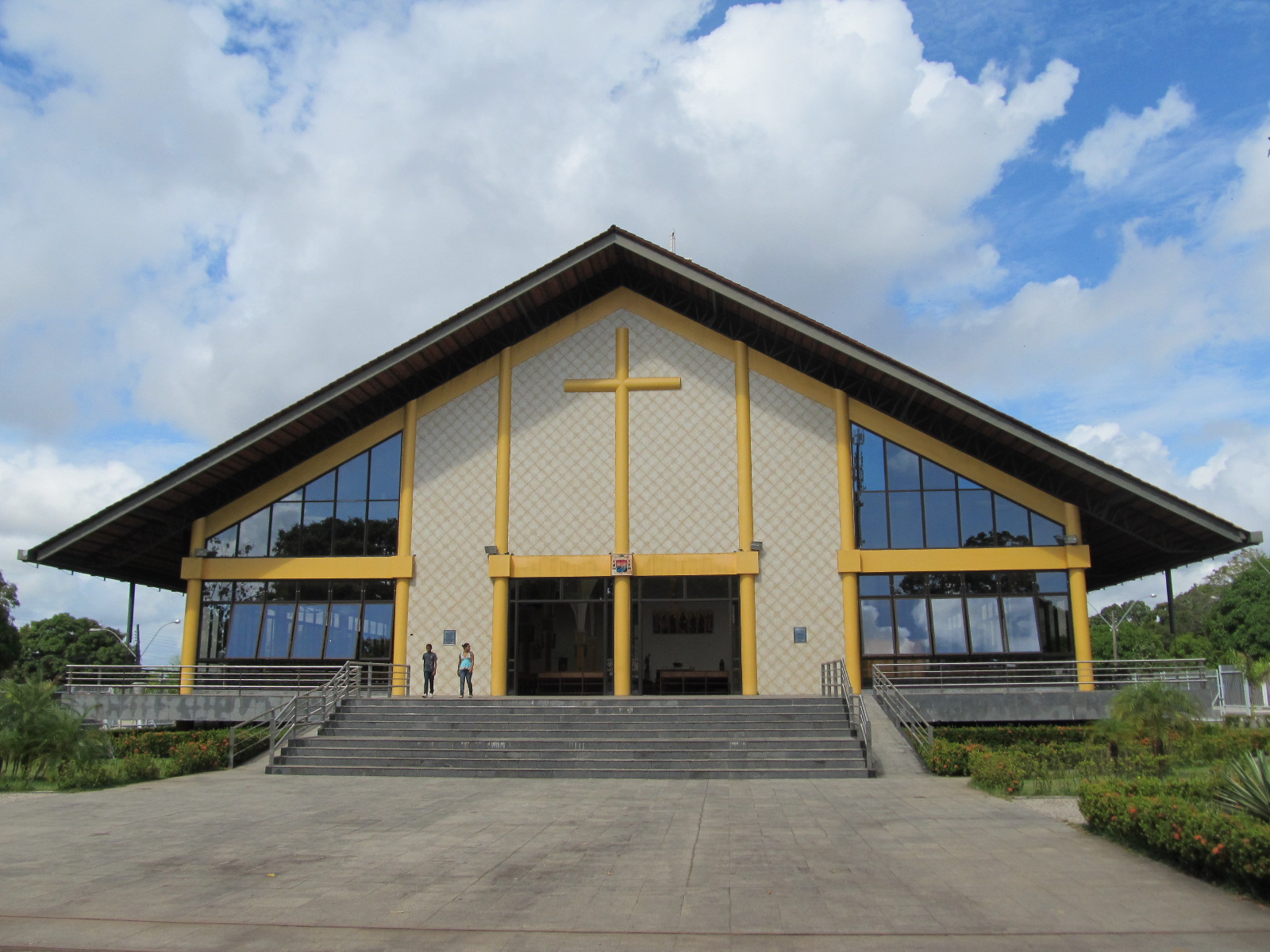
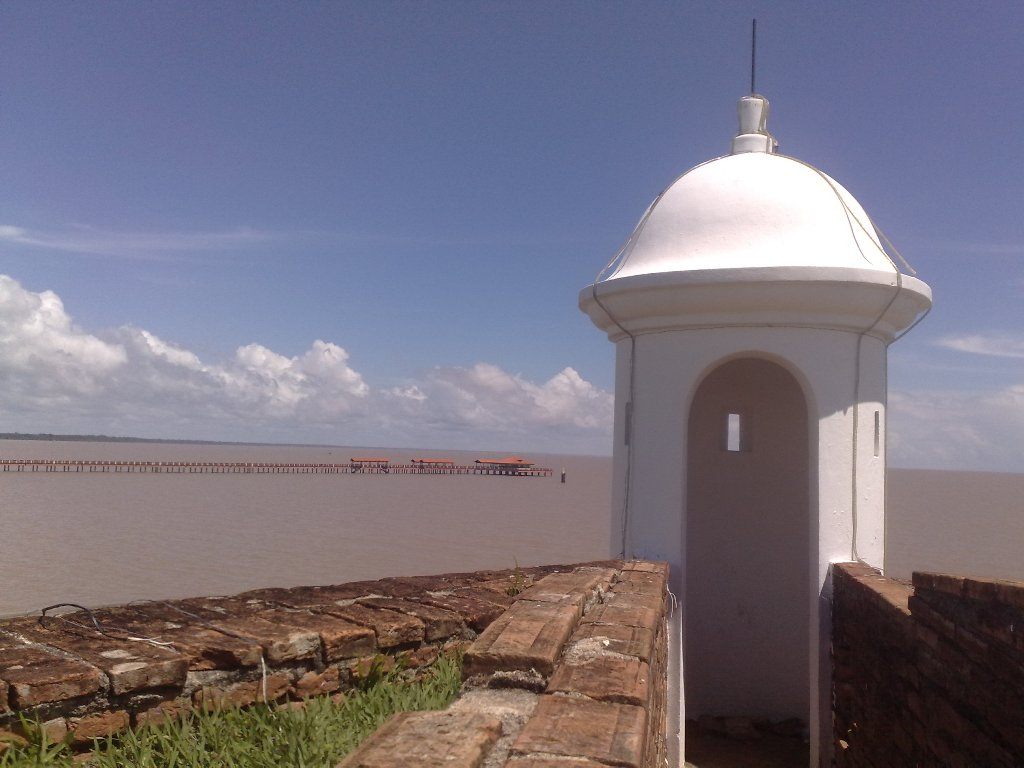
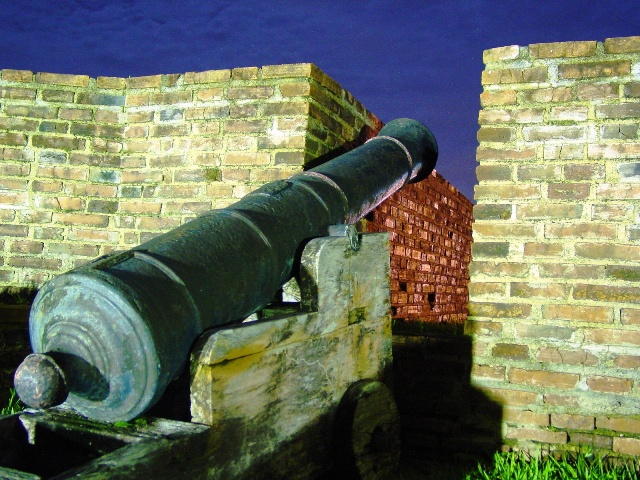
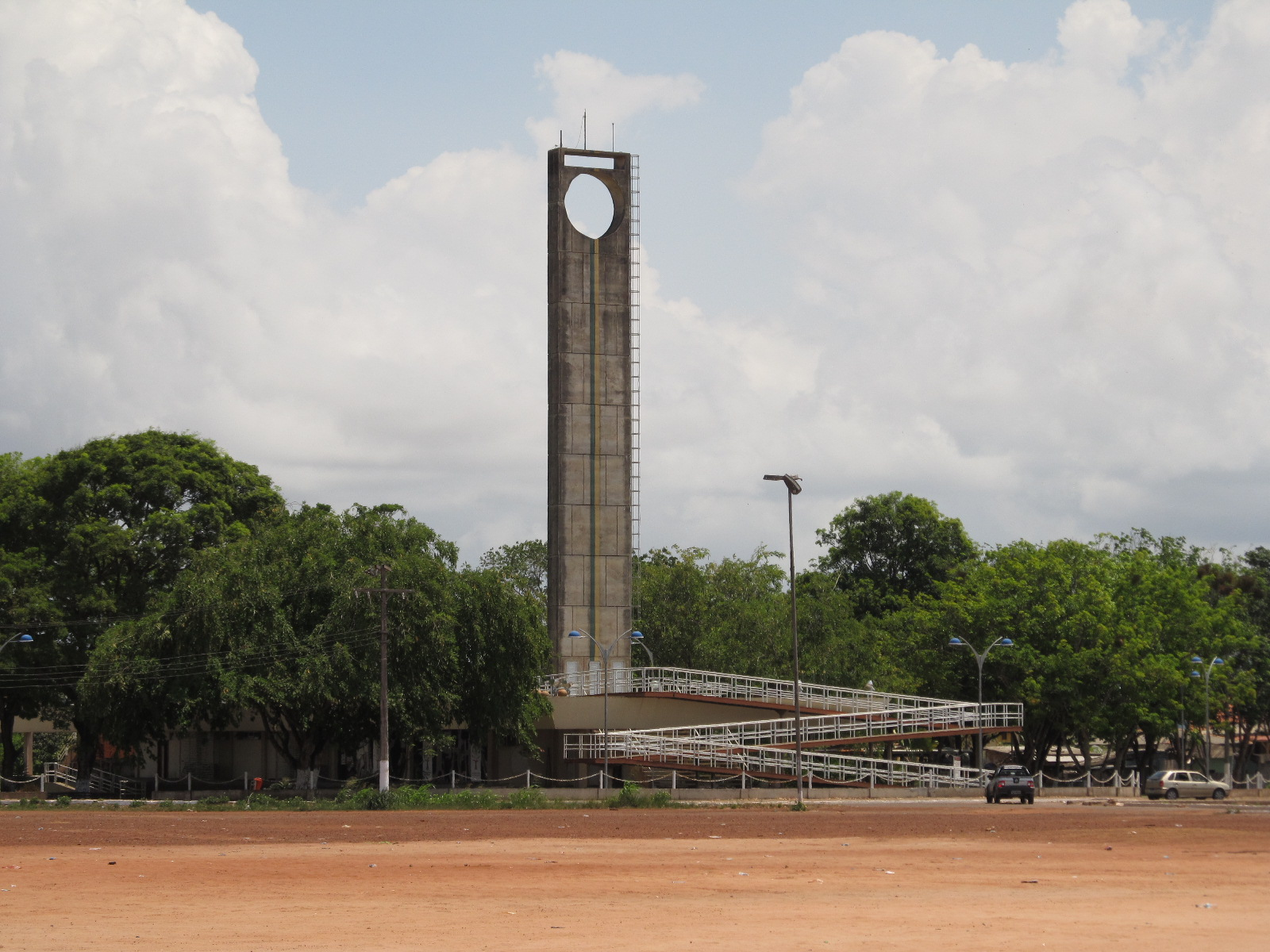
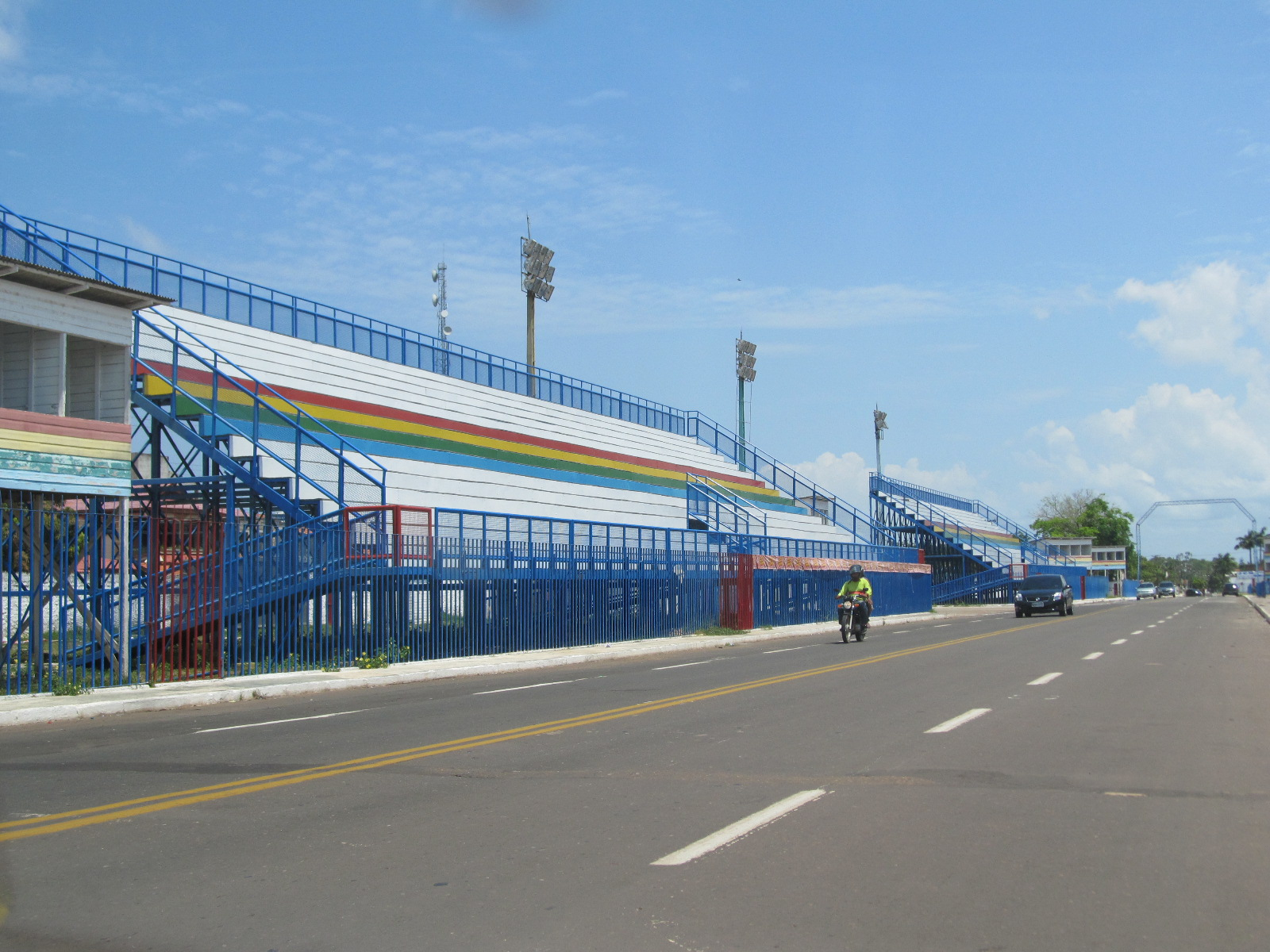